# Public Investment Fund
O Public Investment Fund (PIF; em árabe: صندوق الإستثمارات العامة; em português: Fundo de Investimento Público) é o fundo soberano da Arábia Saudita. Está entre os maiores fundos estatais do mundo, com ativos totais estimados de pelo menos US$ 500 bilhões. Foi criado em 1971 com o objetivo de investir fundos em nome do governo da Arábia Saudita. O fundo de riqueza é controlado pelo príncipe herdeiro Mohammed bin Salman, governante de facto da Arábia Saudita desde 2015.

Mais de 60% das atividades do fundo estão dentro da Arábia Saudita. Dentro da Arábia Saudita, os investimentos do fundo vão principalmente para conglomerados privados de propriedade de proeminentes famílias empresariais sauditas que têm laços estreitos com a família governante saudita. Fora da Arábia Saudita, os investimentos do fundo em ativos estrangeiros proeminentes, como o clube de futebol da Premier League, Newcastle United, geraram controvérsia devido à falta de transparência e controle próximo do fundo pelo governo saudita, que enfrentou críticas significativas em relação à falta de direitos humanos no país.